# Villiersicus longicornis
Villiersicus longicornis là một loài bọ cánh cứng trong họ Cerambycidae.